# Don Francis
Donald Pinkston „Don“ Francis (* 24. Oktober 1942) ist ein amerikanischer Epidemiologe, der einen entscheidenden Anteil an der Entdeckung und Aufklärung der AIDS-Erkrankung hatte.

## Don Francis’ Leistung im Zusammenhang mit der AIDS Entdeckung
Don Francis erkannte sehr früh die dramatische Gesundheitsbedrohung, die von der AIDS-Erkrankung ausging, und hat trotz Widerständen das öffentliche Bewusstsein dafür vorangetrieben. Ebenso sandte er entscheidende Proben infizierter Patienten an den eigentlichen Entdecker des HI-Virus, Luc Montagnier, nach Paris, wodurch er sich Montagniers US-Kontrahenten Robert Gallo zum Feind machte und seine eigene Karriere aufs Spiel setzte. Der Streit der beiden Widersacher spielte sich auf mehreren Ebenen ab, u. a. entfachte Gallo einen Streit um die Patentrechte eines Mitte der 1980er Jahre entwickelten Antikörpersuchtests für das HI-Virus. Don Francis’ visionäre Fähigkeiten, die auch auf seinen vorangegangenen Erfahrungen mit der Ebolavirus-Epidemie in Afrika beruhen, sind nur vor dem Hintergrund der Entdeckungsgeschichte von AIDS zu verstehen.
Die ersten Vorboten von AIDS wurden im Centers for Disease Control and Prevention (CDC) registriert, als eine für die Medikamentenausgabe verantwortliche Mitarbeiterin (Sandra Ford) einen plötzlich ansteigenden Verbrauch eines damals nur beim CDC erhältlichen Reserveantibiotikums für Pneumocystis-carinii-Pneumonie registrierte, dem Pentamidin. Dies führte zur ersten schriftlich dokumentierten Erwähnung eines der AIDS-Symptome: Michael Gottlieb konstatierte am 5. Juni 1981 im „Mortality and Morbidity Weekly Report“ des CDC vermehrte Fälle der Pneumocystis-carinii-Pneumonie. Die Mischung aus Ahnungslosigkeit und dennoch düsterer Vorahnung spiegelt sich in einer später veröffentlichten, exemplarischen Aussage Sandra Fords in Newsweek wider: „A doctor was treating a gay man in his 20s who had pneumonia. Two weeks later, he called to ask for a refill of a rare drug that I handled. This was unusual – nobody ever asked for a refill. Patients usually were cured in one 10-day treatment or they died.“
Am 3. Juli 1981 berichtete ein anderer Artikel über den Ausbruch von 8 Fällen des Kaposi-Sarkoms unter jungen männlichen Homosexuellen in New York City, was äußerst ungewöhnlich war, da diese Erkrankung normalerweise nur ältere Menschen betrifft. Durch umfangreiche Detektivarbeit und Feldforschung mit Interviews von Betroffenen konnten 1982 40 Fälle von Kaposi-Sarkomen auf den Kontakt mit einer Person zurückgeführt werden („Patient Null“), sodass die Übertragung durch Geschlechtsverkehr bewiesen werden konnte. Daran hatte Don Francis einen entscheidenden Anteil. Aufgrund öffentlicher Ignoranz und dem politisch heiklen Zusammenhang der Erkrankung mit der Schwulen-Szene, aber auch aufgrund der langen Inkubationszeit nach der Ansteckung, wurde der Ernst der Lage viel zu spät erkannt, so dass sich die Epidemie ungehindert ausbreiten konnte und nun auch bei Blutempfängern, Heterosexuellen und Hämophilen auftrat. Don Francis versuchte – meist vergeblich – in dieser frühen Phase mehr Forschungsgelder von der US-Regierung zu erhalten.
Im weiteren Verlauf der Erforschung von AIDS wurde Robert Gallo um Hilfe gebeten; er postulierte zunächst ein neues humanes T-Zell-Leukämie-Virus als Auslöser von AIDS („HTLV-III“); sein Konkurrent Luc Montagnier in Paris erkannte dagegen eher, dass es sich um einen neuen Virus-Typ handeln musste (Montagnier nannte das Virus zunächst „LAV“ = Lymphadenopathie-assoziiertes Virus). Don Francis sandte Luc Montagnier dringend benötigte Referenzproben nach Paris, ohne Gallo zu informieren. Ebenso vermittelte er im Streit zwischen Gallo und Montagnier und die HIV Entdeckung.
In einer detaillierten Studie von Forschern um Michael Worobey von der University of Arizona in Tucson wurde jüngst die Verbreitungsgeschichte des HI-Virus in den USA rekonstruiert. Demnach ist das Virus um 1970 nach New York gekommen, schreiben sie im Magazin "Nature". Anhand der Mutationsraten berechnen die Forscher, dass ein Vorläufer des Virustyps um 1967 (1963 bis 1970) in der Karibik zirkulierte. Demnach erreichte HIV die USA etwa 1971 (1969 bis 1973). Dort verdoppelte sich die Zahl der Infizierten den Berechnungen zufolge anfangs etwa alle zehn Monate. Details siehe: 

## Don Francis heute
Während Don Francis 1992 als müde gewordener Idealist in Regierungsdiensten frustriert aus dem Staatsdienst austrat, um in der Privatwirtschaft einen Impfstoff gegen AIDS zu entwickeln, und letztendlich 2008 die Global Solutions for Infectious Diseases gründete, erhielt Luc Montagnier 2008 den Nobelpreis für Medizin für die Entdeckung des HI-Virus. Robert Gallo, dem eine eigens für den Fall eingesetzte Untersuchungskommission unehrenhaftes Verhalten bzw. Irreführung vorwarf, erhielt zwar keinen Nobelpreis, dafür aber eine Reihe anderer namhafter Preise, z. B. den Dan-David-Preis, u. a. für die Entdeckung humaner Retroviren wie HTLV I und II.

## Verfilmung von Don Francis’ wissenschaftlicher Leistung
In dem 1994 von HBO produzierten Film … und das Leben geht weiter, der die Entdeckung von AIDS und dem kausalen HI-Virus eindrucksvoll rekonstruiert, wird Don Francis’ entscheidender Anteil daran und sein Kampf gegen die Ignoranz und Tabuisierung der damaligen Regierung unter Reagan und der Blutspendedienste im Spannungsfeld der aufblühenden Schwulenbewegung minutiös dargestellt. Der Film mit vielen biografischen Details aus Don Francis’ Kampf gegen AIDS basiert auf dem gleichnamigen Buch von Randy Shilts, einem Journalisten des „San Francisco Chronicle“. Im Buch „Blut“ von Douglas Starr (Los Angeles Times Book Prize 1998) wird die Entdeckungsgeschichte von AIDS umfassend dargestellt und in einen historischen Kontext über Blut gebracht.